# پاراموتور

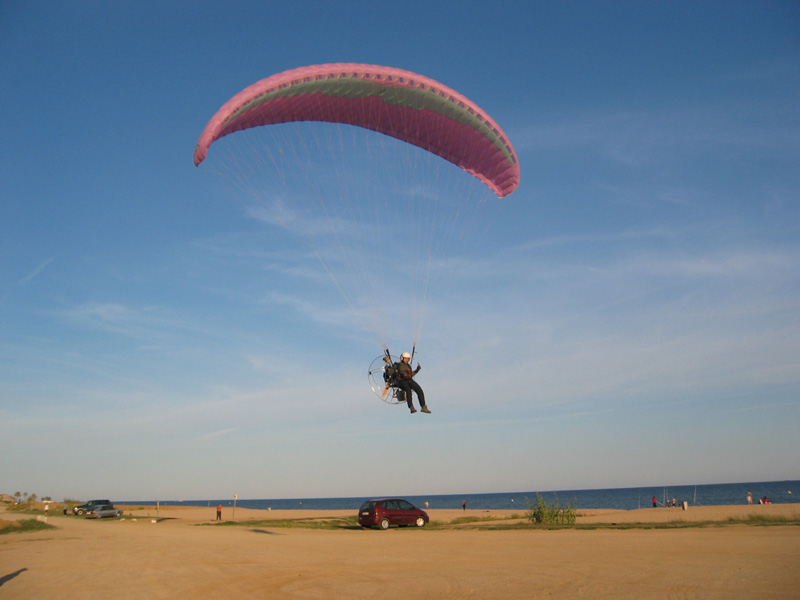
Paramotor platja

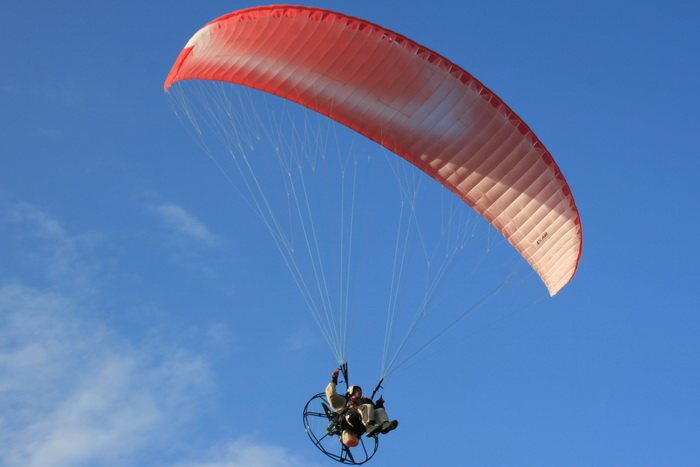
ParamotorEX-AIR

پاراموتور وسیله‌ای است متشکل از پاراگلایدر و موتور مخصوص جلو برنده که به صندلی خلبان نصب می‌گردد. پاراموتور یک نام عمومی برای بخش جلوبرنده یک پاراگلایدر است. متشکل از یک قاب وترکیبی از موتور، ملخ، اتصالات مناسب (با صندلی یکپارچه) و قفس می‌باشد. کنترل خلبان از طریق یک دستگیره کوچک که دردست خلبان قرار می‌گیرد (گاز دستی) صورت می‌گیرد.
این وسیله در گروه وسایل پروازی فوق سبک یا هواپیماهای فوق سبک قرار می‌گیرد و چون جزو ورزشهای هوایی محسوب می‌گردد نیاز به باند پرواز ویژه جهت فرود و برخاستن نیست.
آموزش پاراموتور
برای آموزش پاراموتور ابتدا باید دوره مبتدی (beginner) و نوایس (novice) پاراگلایدر را که دو مرحله اولیه در سیلابس آموزش پاراگلایدر میشود پشت سر بگذراید. سپس میتوانید اقدام به آموزش پاراموتور نمایید.

## انواع پاراموتور

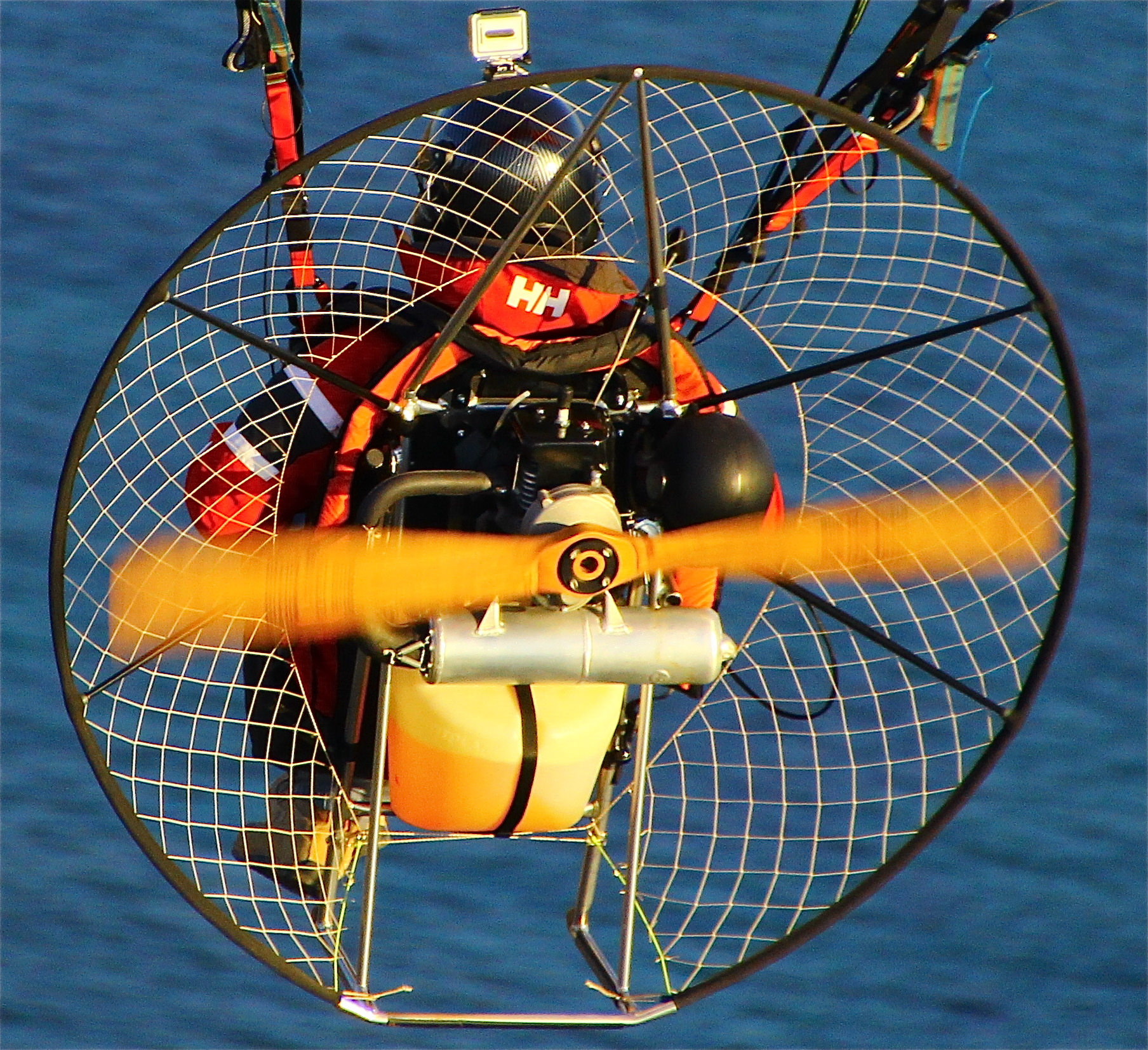
Miniplane paramotor over cape sounio greece

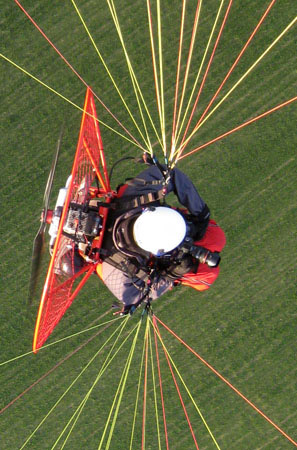
Photographe aerien paramoteur

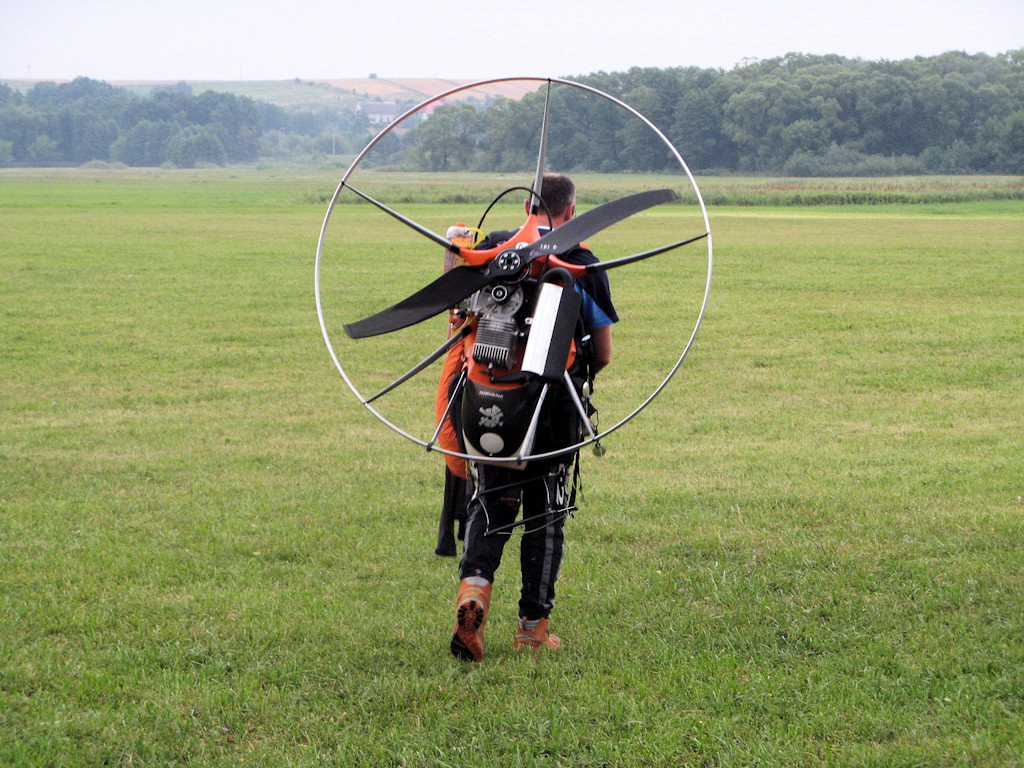
EPC2008 Łomża (9)

موتورهای حرفه‌ای که مورد استفاده قرار می‌گیرند منحصراً دو زمانه از نوع احتراق داخلی کوچک، بین ۸۰cc و ۳۵۰cc، که سوخت آن بنزین مخلوط باروغن می‌باشد. این موتور جهت توان خروجی بالا و وزن سبک موتور که مورد علاقه استفاده کنندگان این وسیله است حدود ۳٫۷ لیتر سوخت در هر ساعت بسته به بازده پاراگلایدر، وزن موتور به علاوه خلبان و شرایط محیط مصرف می‌کند. موتورهای مدل ۴ زمانه والکتریکی وتوان‌های مختلف از کارخانه‌های مختلف در اختیار خلبانان هستند. اولین مدل برقی در سال ۲۰۰۶ مدت زمان کوتاهی از پرواز را ثبت کرد.

## کشورهای سازنده
شرکت‌ها و کارخانه‌های زیادی در دنیا به ساخت آن اقدام کرده‌اند، اما آمریکا، ایتالیا، آلمان، جزو پیشکسوتان تولید موتورهای مختلف این وسیله پروازی هستند.

## گواهینامه پرواز
بعد از گذراندن آموزش پاراگلایدر و مستقل شدن در پرواز و کسب مهارت لازم، شخص می‌تواند آموزش پاراموتور را آغاز نماید، دقت نمائید که تئوری و عملی پاراموتور کاملاً برخلاف تصور علاقه‌مندان این رشته با پاراگلایدر فرق دارد.

## امنیت
دوره‌هایی را که نیاز دارید حتماً بگذرانید قبل از آنکه خودتان دست به ماجراجویی بزنید. اولین اشتباه شما در ورزشهای هوایی نظیر پاراموتور و پاراگلایدر می‌تواند آخرین تجربه زندگی تان باشد.